# 1559 az irodalomban
Az 1559. év az irodalomban.

## Új művek
- Jacques Amyot francia író munkái:
  - Plutarkhosz Párhuzamos életrajzok című híres művének fordítása (Vies parallèles des hommes illustres). Ugyanezt javítva 1565-ben is kiadták.
  - Longosz görög szerző fő művének fordítása: Daphnis et Chloé  (Daphnisz és Chloé).

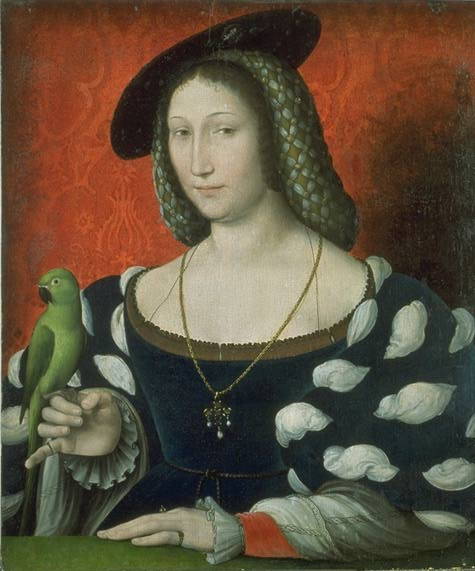
Navarrai Margit

- Spanyolországban megjelenik az első pásztorregény, Jorge de Montemayor spanyol nyelvű portugál szerző Dianája.[1]
- Navarrai Margit királyné novelláinak tíz évvel halála után kiadott gyűjteménye: Heptaméron. A Dekameron mintájára íródott, de csak 72 novella készült el. Ezek nagy részét egy évvel korábban L’histoire des Amants fortunés címen már kiadták (névtelenül).

## Születések
- 1559. körül – George Chapman angol költő, drámaíró, műfordító († 1634)

## Halálozások
- szeptember 7. – Robert Estienne klasszikus műveket kiadó francia nyomdász (* 1503)
- 1559 – Andrija Čubranović raguzai horvát nyelvű költő (születési dátuma nem ismert)